# Románia szigeteinek listája
Az alábbi lista Románia szigeteit tartalmazza:
- Ialomița-lápja
- Ada Kaleh
- Insula Ceaplace
- Insula Golu
- Brăilai Nagysziget
- Insula Mică a Brăilei
- Insula Moldova Veche
- Insula Popina
- Insula Sacalinu Mic
- Insula Sacalinu Mare
- Insula Șimian
- Insula Șerpilor
- Insula Belina
- Insula Cighineaua
- Insula Ciobanu
- Insula Peuce
- Ostrovul Calinovăț
- Ostrovul Moldova Veche
- Ostrovul Braniștei
- Ostrovul Gârla Mare
- Ostrovul Chichinete
- Ostrovu Mare
- Ostrovu Acalia
- Ostrovu Pietriș
- Ostrovu Vană
- Ostrovu Gâtanului
- Ostrovu Copanița
- Ostrovu Păpădiei
- Ostrovu Băloiu
- Ostrovu Calnovăț
- Ostrovu Mic
- Ostrovu Dinu
- Ostrovu Urucu
- Ostrovu Cioroiu
- Ostrovu Mocanului
- Ostrovu Elena
- Ostrovu Ciocănești
- Ostrovu Fermecat
- Ostrovu Lung
- Ostrovu Găzarului
- Ostrovu Nou
- Ostrovu Alionte
- Ostrovu Balaban
- Ostrovu Ruptura
- Ostrovu Gâștei
- Insula Vărsăturii
- Ostrovul Crăcănel
- Ostrovu Orbului
- Iezeru Popii
- Insula Calia
- Insula Fundul Mare
- Insula Arapului
- Ostrovu Tătaru
- Ostrovul Cernovca